# Rokkoyō

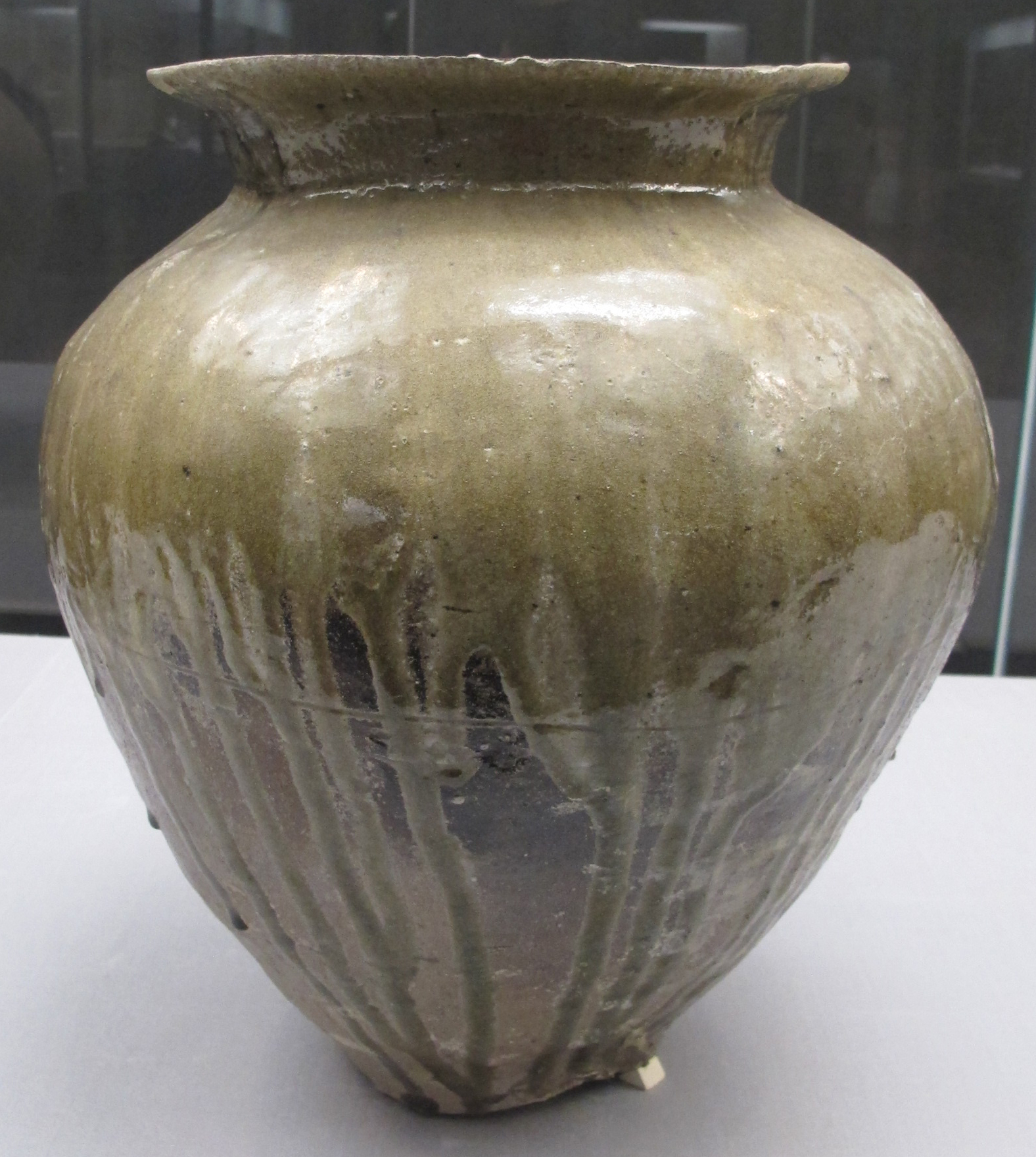
Tokoname-Keramik, Gefäß aus der Heian-Zeit, Privatbesitz, Wichtiges Kulturgut Japans

Rokkoyō (jap. 日本六古窯, Nihon Rokkoyō, wörtlich: „Sechs alte Brennöfen(stätten) Japans“) ist eine vom Töpfer und Keramikforscher Fujio Koyama eingeführte Bezeichnung für sechs repräsentative Produktionsstätten japanischer Keramik, deren Tradition bis in die Kamakura-Zeit zurückreicht. Heute geht man darüber hinaus in der Forschung von etwa 30 Zentren der Keramikherstellung aus.

## Die Sechs Produktionsstätten
Seto-Keramik (瀬戸焼, Seto-yaki) - Zentrum ist die Stadt Seto in der Präfektur Aichi
Seto ist mit ca. 600 Brennöfen neben Tokoname das zweitgrößte Zentrum. Seit dem 12. Jahrhundert wurden hier Keramiken mit Ascheglasur hergestellt. Die für Seto typische Keramik entsteht im 13. Jahrhundert als der Versuch unternommen wurde die teure, aus China importierte weiße ch'ing-pa und die grünliche lung-ch'üan Seladonkeramik der Song-Dynastie zu imitieren. Erfolgreich wurden am Ende jedoch mit Eisenoxid glasierte Tenmoku-Teeschalen. Diese alten besonders intensiv in der Kamakura-Zeit produzierten Keramiken werden heute als „Ko-Seto“, alte Seto Keramik bezeichnet. Charakteristisch für die frühe Seto-Keramik ist eine Unterglasur mit floralen Elementen und eingepressten Blumen, wie die kennzeichnende „Welke-Blatt-Glasur“. Zum Ende der Muromachi-Zeit zogen Töpfer aus Seto in die Provinz Mino, wo sie begannen u. a. die berühmten Shino- und Oribe-Keramiken herzustellen.
Tokoname-Keramik (常滑焼, Tokoname-yaki) - Zentrum ist die Stadt Tokoname in der Präfektur Aichi
Mit ca. 1000 Brennöfen ist Tokoname das größte Zentrum der Keramikproduktion und etwa so alt wie das Zentrum in Seto. Hier wurden seit dem 12. Jahrhundert die charakteristisch großen Steinkrüge (kame) mit Holzascheglasur gebrannt. Diese bis zu einem Meter hohen Tonkrüge wurden als Vorratsgefäße genutzt. Daneben fand man bei Ausgrabungen auch Gefäße mit Knochen und Sutras. Kennzeichnend für dieses Keramikzentrum sind große Gefäße aus grau bis rötlich braun gebrannter, grober Tonerde.
Echizen-Keramik (越前焼, Echizen-yaki) - Zentren sind die Städte Echizen, Odacho und Miyazaki in der Präfektur Fukui
Das etwas abgelegenere Zentrum an der dem Festland zugewandten Küste stellte seit dem 12. Jahrhundert vor allem Keramiken für den Hausgebrauch her. Die Holzascheglasur und Art der Gefäße ist denen aus Tokoname sehr ähnlich. Echizen belieferte über den Hafen Shigaura insbesondere auch das Festland mit weitgehend dekorloser Gebrauchskeramik.
Shigaraki-Keramik (信楽焼, Shigaraki-yaki) - Zentrum ist die Stadt Kōka in der Präfektur Shiga, östlich des Biwa-Sees
Das Keramikzentrum Shigaraki produzierte in der Kamakura-Zeit große bauchige Krüge (tsubo), Mörser und Alltagsgegenstände zumeist ohne oder nur mit spärlichem Dekor. Charakteristisch ist die Verwendung von Ton mit kleinen Feldspatkörnern, die unterhalb von 1300 °C nicht schmelzen und als weiße Sterne (hoshi) an der Oberfläche schwimmen. Bei höherer Temperatur hingegen hinterlassen diese Feldspatkörner kleine Krater (ishihaze) auf der Oberfläche.
Tamba-(Tachikui)-Keramik (丹波立杭焼, Tamba-Tachikui-yaki) - Zentren sind die Städte Sasayama und Tachikui, Taki-gun in der Präfektur Hyōgo
Hier wurden im Mittelalter zumeist 35 bis 45 cm große Krüge mit natürlicher Ascheglasur hergestellt. Charakteristisch für die bis zur Momoyama-Zeit in Tunnelöfen (Anagama) gebrannten Keramiken ist der Kontrast aus einem grasgrünen Ausguss und dem roten Steingut des Körpers.
Bizen-Keramik (備前焼, Bizen-yaki) - Zentrum ist die Stadt Bizen in der Präfektur Okayama
Bizen-Keramik wurde ebenfalls seit dem 12. Jahrhundert hergestellt, erlangt jedoch vor allem im 16. Jahrhundert mit der Entwicklung der Teezeremonie ihren Höhepunkt. Die Töpfer fanden heraus, dass die zur Keramikproduktion weniger gut geeignete Tonerde sich jedoch gut durch sehr lange bis zu 60 Tage andauernde Brennvorgänge bei niedrigen Temperaturen verarbeiten lässt. In der Hochzeit waren Oberflächentexturen wie das gomayu („Sesamsamen-Glasur“) und das hidasuki („Feuerstreifen“) beliebt. Letzteres wurde durch das Umwickeln mit Stroh, das während des Brennens verglüht und dunkelrote Streifen hinterlässt, erreicht.